# Paramacrochiron thailandicum
Paramacrochiron thailandicum is een eenoogkreeftjessoort uit de familie van de Macrochironidae. De wetenschappelijke naam van de soort is voor het eerst geldig gepubliceerd in 2012 door Ohtsuka, Boxshall & Srinui.